# Santa María la Blanca (Málaga)
La Virgen Blanca o Santa María la Blanca de Málaga se trata de una imagen anónima de 55 cm de altura, tallada en madera de pino fechada en el siglo XIX y que recibe culto privado en el antiguo barrio de San Rafael, distrito centro de la ciudad de Málaga.  
Recibe el nombre de Virgen Blanca por su bella policromía nacarada. 

## Imagen
La Señora, se encuentra de pie, con la testa ligeramente ladeada y el pelo recogido en un moño bajo, posee ojos de cristal y gran belleza serena en su rostro, con la mirada baja mientras sonríe con melancolía al Divino Infante (en alusión a la Profecía de Simeón que la asocia al doloroso destino del Hijo), al cual sostiene en su lado izquierdo.
A menudo ataviada de blanco como corresponde a su advocación, sostiene en la mano un ramillete de flores blancas o un lirio blanco representando a la inocencia y a la pureza inmaculada de la Virgen María así mismo, porta un escapulario con la imagen de la Virgen del Rocío, alusivo al título de blanca Paloma con el que se conoce a la Virgen de Almonte.
La pequeña imagen tiene fama de milagrosa contando con gran devoción entre los vecinos del barrio.
Ha sido recientemente restaurada por el escultor imaginero Cordobés Sebastián Montes Carpio.

## Festividad
Su fiesta se celebra el día 5 de agosto, día de la Virgen de las Nieves.
- Datos: Q2890109